# Ugodowcy
Ugodowcy – polskie ugrupowanie polityczne powstałe po roku 1882, głoszące, że dla zachowania bytu narodowego celowa, a nawet konieczna, jest lojalność wobec zaborcy rosyjskiego. Po roku 1905 Ugodowcy utworzyli Stronnictwo Polityki Realnej w Warszawie. W zaborze austriackim lojaliści, o podobnej orientacji, występowali jako ugrupowanie Stańczyków.

Jak stwierdziła Agnieszka Kidzińska: 

Idea stworzenia stronnictwa lojalistycznego w Królestwie Polskim pojawiła się bardzo wcześnie, bo jeszcze w czasie trwania powstania styczniowego. Wyszła od namiestnika Teodora Berga w grudniu 1863, jednakże car Aleksander II odrzucił jego sugestię, gdyż istnienie takiego ugrupowania nie opierałoby się na dobrowolności. Arystokracja polska przystępowałaby do niego pod przymusem, licząc na zwolnienie aresztowanych krewnych czy na uratowanie zagrożonych konfiskatą majątków. Upłynąć musiało około dwudziestu lat, by społeczeństwo polskie otrząsnęło się po niedawnej klęsce, by wyrosło nowe pokolenie, dla którego powstanie znane było bardziej z opowieści starszych, niż z autopsji. Dopiero wtedy idea pojednania Polaków z zaborcą mogła znaleźć podatny, choć kamienisty i niezbyt obszerny grunt. W moim przekonaniu momentem ujawnienia się tych nastrojów na większą skalę był rok 1882, gdy powstały redakcje dwóch czasopism nastawionych wyraźnie na program ugody z Rosją: warszawskiego Słowa i petersburskiego Kraju.

 Zastanawiające jest, że dwa czasopisma o orientacji prorosyjskiej powstały równocześnie w Petersburgu i w Warszawie.

W dwudziestą rocznicę insurekcji styczniowej Kraj z zatroskaniem podszytym nadzieją donosił: 

(...) że oto naród polski osiągnął wreszcie pełnoletniość, dojrzałość do rozumnego podejmowania decyzji. Polacy powinni porzucić wszelkie nierozsądne plany odzyskania niepodległości czy zorganizowania powstania zbrojnego.

 Zasady skutecznego działania Ugodowcy rozumieli w sposób następujący: 

Ostateczne zlikwidowanie swojej własnej wielkiej polityki, zaniechanie wszelkich myśli o własnym państwie, a obrócenie wszystkich sił umysłowych na pielęgnowanie tylko narodowej kultury (...) oraz wyzyskać każdą sposobność mogącą przyczynić się do powiększenia naszego dobrobytu.

Ugodowcy jako reprezentanta swej koncepcji, a zarazem przewodnika duchowego uważali Józefa Szujskiego, wybitnego historyka krakowskiego.
Postulaty Ugodowców wobec władz rosyjskich, jak to określiła Kidzińska, były nader skromne:
- Wprowadzenie niektórych dawnych praw polskich i litewskich do kodeksów rosyjskich, przy okazji reformy prawa państwowego. Obywatele mieliby dzięki temu zyskać wiele udogodnień przy okazji prowadzenia procesów sądowych.
- Możliwość używania języka ojczystego podczas zjazdów i zebrań instytucji prywatnych.
- Zniesienie niektórych praw wyjątkowych. Za szczególne utrudnienie uważali zakaz nabywania ziemi przez Polaków, twierdząc przy tym, że ta konkretnie kara za powstanie styczniowe, spełniła już swe zadanie i nie ma sensu dłużej utrzymywać jej w mocy.
- Złagodzenie prawa karnego, przewidującego nawet za stosunkowo niewielkie przewinienia zsyłki i zamiana go na kary odbywane na miejscu, jak twierdza czy przymusowe roboty.
- Przestrzeganie zasady, że sądy gminne mają obowiązek rozpatrywać wnioski w takim języku, w jakim zostały one złożone, a więc również po polsku.
- Zatrudnianie na niższych stanowiskach urzędniczych, szczególnie na kolejach, ludzi prawomyślnych, bez względu na ich wyznanie. Ze strony Ugodowców był to akt nieśmiałej obrony tradycyjnie przez Polaków zajmowanych, jedynych stanowisk urzędniczych. Na więcej nie mogli sobie pozwolić.
- Przywrócenie na stacjach kolejowych napisów w języku polskim.
- Wprowadzenie samorządu.
- Stworzenie państwowej instytucji kredytowej dla polskich ziemian i chłopów.
- Umożliwienie również Polakom wdrażania w życie ustawy zezwalającej obywatelom na prywatne nauczanie w języku rosyjskim. Prośba ta miała na uwadze tych spośród mieszkańców ziem polskich zaboru rosyjskiego, którzy pragnęli z własnej inicjatywy organizować dzieciom chłopskim i służbie dworskiej szkołę podstawową. Co do szkół rządowych w Królestwie, postulaty ograniczały się do zwiększenia ich liczby oraz przyjmowania do nich również dzieci z uboższych rodzin.

Według Przeglądu Wszechpolskiego najważniejsze punkty programu ugodowego były następujące:
1. Usunąć z naszego postępowania wszelką nielegalność i przestrzegać wykonywania ustaw.
2. Szerzyć w społeczeństwie zasadę lojalności wobec tronu i rządu oraz przy każdej sposobności lojalność tę objawiać, nie szczędząc sił i środków, zwłaszcza gdy chodzi o wyrażenie monarsze uczuć wiernopoddańczych.
3. Rehabilitować Rosję na zewnątrz, powstrzymując się od wyciągania na jaw faktów, przedstawiających gospodarkę rosyjską w Polsce w ujemnym świetle.
4. Zmniejszyć przedział, istniejący na gruncie polskim pomiędzy społeczeństwem miejscowym i napływowym żywiołem rosyjskim, wytworzyć pewne zbliżenie towarzyskie i działanie wspólne w instytucjach, jak np. w towarzystwie przeciw żebraczym warszawskim.

Główne zagrożenie Ugodowcy widzieli na Zachodzie, to znaczy ze strony Prus. Roman Dmowski potępiał bierność Ugodowców w okresie Rewolucji 1905 roku.